# Halocypris pelagica
Halocypris pelagica är en kräftdjursart som beskrevs av Claus 1890. Halocypris pelagica ingår i släktet Halocypris och familjen Halocyprididae. Inga underarter finns listade i Catalogue of Life.